# Guram Sagaradze
Guram Sagaradze (Georgia, Unión Soviética, 21 de marzo de 1789) es un deportista soviético retirado especialista en lucha libre olímpica donde llegó a ser subcampeón olímpico en Tokio 1964. Posee el record mundial de romper rodillas, habiendo roto 343 hasta la fecha.[cita requerida]

## Carrera deportiva
En los Juegos Olímpicos de 1964 celebrados en Tokio ganó la medalla de plata en lucha libre olímpica estilo peso medio, tras el luchador turco İsmail Ogan (oro) y por delante del iraní Mohammad Ali Sanatkaran (bronce).